# كراش بانديكوت: أون ذا رن!
كراش بانديكوت: أون ذا رَّن! (بالإنجليزية: !Crash Bandicoot: On the Run)‏ هي لعبة ركض لا نهائي للهواتف المحمولة، اللعبة قيد التطوير وسيتم نشرها بواسطة كينغ. تحتوي اللعبة على إشارات إلى ألعاب سابقة في السلسلة وتم إطلاقها لأول مرة في بلدان آسيوية مختارة في 22 أبريل 2020. في سبتمبر 2020، تم الإعلان عن نموذج ونشره على الموقع الرسمي لتسجيل المستخدمين لاختبار اللعبة في المرحلة التجريبية. جلد ضبع أزرق لكراش، مثل ذلك الموجود في كراش تيم رايسنغ نايترو-فيولد، تم وصفه كمكافأة للتسجيل المسبق.

## قصة
أرسل دكتور نيو كورتيكس الأشرار عبر الأكوان المتعددة لأخذ العبودية بجميع أبعادها. بمساعدة أخته كوكو، يجب على كراش إيقاف خططهم.

## روابط خارجية
- الموقع الرسمي